# 1996 au Belize
Chronologie du Belize
- 1992
- 1993
- 1994
- 1995
- 1996
- 1997
- 1998
- 1999
- 2000

Cet article présente les faits marquants de l'année 1996 au Belize.

## Gouvernement
- Monarque : Élisabeth II
- Gouverneur général : Colville Young
- Premier ministre : Manuel Esquivel
- Vice-Premier ministre : Dean Barrow
- Ministre des Affaires étrangères : Dean Barrow

## Statistiques
- x

## Évènements

### Non daté
- George Cadle Price se retire de la tête du Parti uni du peuple et Said Musa prend sa suite[1].
- Création de plusieurs sites protégés :
  - Parcs nationaux : Bacalar Chico, Caye Laughing Bird
  - Monuments naturels : Grand Trou Bleu
  - Réserves forestières : Caye Monkey
- La barrière de corail du Belize est inscrite sur la liste du patrimoine mondial de l'UNESCO[2].

### Janvier
- 23 janvier : le Belize forme des relations diplomatiques avec la Croatie[3].
- 24 janvier : le Belize forme des relations diplomatiques avec la Bosnie-Herzégovine[4].

### Février
- x

### Mars
- 18 mars : Élections municipales béliziennes de 1996-1997.
- 27 mars : le Premier ministre Manuel Esquivel est victime d'un accident de la route. Il s'en sort avec quelques blessures légères mais son chauffeur meurt peu de temps après[5].

### Avril
- x

### Mai
- x

### Juin
- Saison cyclonique 1996 dans l'océan Atlantique nord
- 10 juin : le Belize signe le premier protocole du Pacte international relatif aux droits civils et politiques[6].

### Juillet
- x

### Août
- 20-21 août : passage de l'Ouragan Dolly.

### Septembre
- 11 septembre : le Belize forme des relations diplomatiques avec le Turkménistan[7].
- 21 septembre : Fête nationale.

### Octobre
- x

### Novembre
- x

### Décembre
- x

## Sport
- Belize aux Jeux olympiques d'été de 1996

## Publications
- (en) Irma McClaurin, Women of Belize : Gender and Change in Central America, Rutgers University Press, 1996, 240 p. (ISBN 978-0813523088)

## Décès
- 4 février : Elijio Panti (en), guérisseur traditionnel maya[8].
- 25 juillet : C. L. B. Rogers, homme politique et ancien ministre de l'Intérieur.